# Hodnota nemovitosti
Hodnota nemovitosti je často zaměňována s cenou nemovitosti. Tato částka je však pouze ideální, není mezi kupujícími a prodávajícími požadovanou, nabízenou nebo skutečně zaplacenou cenou a určuje se zpravidla odhadem. Vyjadřuje především užitek vlastníka nemovitosti k datu, ke kterému se odhad hodnoty provádí.

## Hodnoty a ceny
Existuje mnoho druhů cen a hodnot, které se zabývají různými hledisky.
- Výchozí cena se využívá u nových staveb, kde odpovídá ceně nákladů.
- Pořizovací cena odpovídá ceně, za kterou bylo nemovitost možné koupit v době svého postavení, tudíž se neodpočítá míra opotřebení (znehodnocení).
- Reprodukční pořizovací cena představuje částku, za kterou by bylo možné koupit porovnatelnou nebo stejnou novou nemovitost v době ocenění, taktéž bez odpočtu opotřebení.
- Časová cena neboli věcná hodnota v podstatě určuje reprodukční cenu nemovitosti, sníženou o znehodnocení odpovídající průměrně opotřebené a užívané nemovitosti stejného stáří a o náklady, které se využijí na opravu závažných závad.
- Výnosová cena nám ukazuje očekávané výnosy z nemovitosti.
- Tržní hodnota, jinak také obvyklá cena, vyjadřuje cenu, za kterou by nemovitost mohla být prodána v den ocenění na základě soukromého smluvního aktu mezi ochotným prodávajícím a nestranným kupujícím. Majetek musí být veřejně vystaven na trhu a tržní podmínky by měly dovolovat řádný prodej. Tržní cena se tvoří až při konkrétní koupi či prodeji nemovitosti, není možno ji určit přesně a od zjištěné tržní hodnoty nemovitosti se může výrazně odlišovat.

Tržní hodnotu nemovitosti ovlivňuje mnoho vlivů. Mezi nejdůležitější patří vlivy fyzikální, kde se jedná o rozsah nemovitosti, její velikost, polohu, životní prostředí kolem ní, dopravu, sousedy, stáří nemovitosti a řadu dalších faktorů. Dále jsou to vlivy ekonomické, u kterých se sleduje zaměstnanost v dané lokalitě, životní úroveň, hospodářský rozvoj, inflace nebo úroková míra. Vlivy politicko-správní zahrnují daňovou politiku, územní plánování či veřejné zájmy a vlivy sociálně-demografické naopak politiku sociální, vzdělání, vývoj populace a velikost rodin, životní styl a standard bydlení. Mimo tyto vlivy mají na hodnotu nemovitosti vliv i situace v dané části trhu, stabilita či rozkolísanost trhu, stav nabídky, poptávky a konkurence u daného typu nemovitosti, nové trendy a další.
Odhad tržní hodnoty nemovitosti může být prováděn třemi základními metodami, které jsou navzájem provázány. Jejich přispívání k výsledné tržní hodnotě se liší podle typu nemovitosti, jež se má ocenit. 
- Výnosový přístup vychází z předpokládané velikosti budoucího výnosu nemovitosti, jeho stabilitou a spolehlivostí.
- Nákladový přístup se zabývá vynaloženými náklady za nemovitost. Používá se zejména při oceňování nových nemovitostí, nebo v případě, kdy musí brát v potaz nutné opravy na staré nemovitosti
- Porovnávací přístup, přístup nejčastěji aplikovaný, odráží současný stav trhu. Výše ceny oceňované nemovitosti závisí na prodejních cenách stejných nebo podobných nemovitostí na trhu. Předpokladem pro použití porovnávacího přístupu je srovnatelnost, časová aktuálnost a obdobný užitek porovnávaných nemovitostí.

Pro vypracování znaleckého posudku je potřeba řada dokladů, které se liší podle typu oceňované nemovitosti. Nejdůležitější dokumenty jsou však pro všechny druhy stejné – výpis z listu vlastnictví (nesmí být starší než 3 měsíce), aktuální kopie katastrální mapy (v případě neaktuálnosti katastrální mapy geometrický plán) a pořizovací dokumenty nemovitosti.
Znalecký posudek neboli administrativní odhad může vypracovat pouze úřední osoba, která je evidována v seznamu znalců. Soudní znalci jsou jmenováni podle zákona soudem nebo ministrem financí. Jsou jmenováni podle odbornosti a pravomocí. Každý znalec musí být evidován a jejich seznam je zveřejněn na oficiálních stránkách znalecké komory nebo na webu českého soudnictví].
Odhad hodnoty nemovitosti se již dá učinit online. Majitel nebo kdokoliv jiný k němu potřebuje znát pouze adresu nemovitosti, jestli jde o dům nebo byt a rozlohu. Na základě online analýzy dat poté dostane rychlý a přesný odhad.

## Vývoj
Hodnoty cen nemovitostí pro bydlení, i přes různá opatření jako např. zákaz skupování bytů investory, roku 2021 prudce rostou v ČR, Dánsku, Švédsku i jinde.